# Paul Zsolnay Verlag
Der Paul Zsolnay Verlag ist ein von Paul Zsolnay 1924 in Wien gegründeter belletristischer Verlag, der unter anderem Werke von Egmont Colerus, Colette, Heinrich Eduard Jacob, Heinrich Mann, Franz Werfel und H. G. Wells veröffentlichte. Von seiner Gründung 1924 bis zur „Arisierung“ 1938 war er sowohl nach Anzahl der veröffentlichten Werke als auch nach Umsatz der größte belletristische Verlag Österreichs. Seit 1996 gehört er zum Münchner Carl Hanser Verlag.

## Geschichte

### Von der Gründung bis 1930
1923 begann der erfolgreiche Blumenzüchter und Literaturliebhaber Paul Zsolnay mit den Vorbereitungen zur Gründung eines eigenen Verlages. Die hohe Inflation, die in den Jahren nach dem Ersten Weltkrieg in Österreich und Deutschland vorherrschte, machte vielen Verlagen zu schaffen und brachte selbst erfolgreiche Autoren um große Teile ihrer Tantiemen. In diesem Umfeld wollte Zsolnay, der aus einer wohlhabenden Familie stammte und sich durch Blumenzucht in der Tschechoslowakei selbstständig gemacht hatte, und zu dessen Freundeskreis Dichter und Schriftsteller wie etwa Franz Werfel zählten, im Verlagswesen Fuß fassen.

Altes Logo

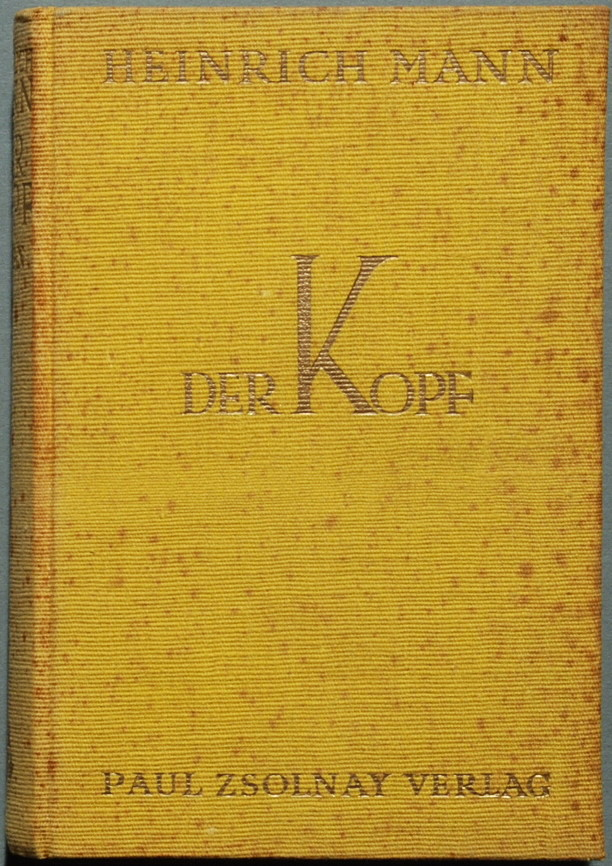
Heinrich Mann: Der Kopf. Original-Verlagseinband des Erstdrucks, 1925

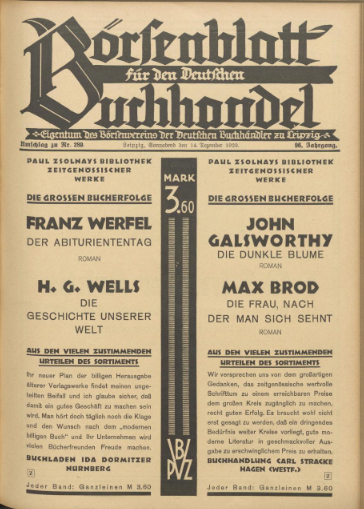
Marketing 1929

Als Franz Werfel Verdi fertiggestellt hatte und es vertragsgemäß beim deutschen Kurt-Wolff-Verlag abliefern hätte sollen, bat Zsolnay Werfel, das Buch ihm zur Veröffentlichung zu überlassen. Er biete ihm bessere Konditionen und werde den zu erwartenden Erfolg des Buches, der dem Verlag die notwendige Bekanntheit verschafft, für den Aufbau eines eigenen Verlages nutzen. Werfel stimmte aufgrund der Inflationsprobleme, die dem Kurt-Wolff-Verlag und in der Folge auch seinem persönlichen Einkommen zu schaffen machten, zu.
Am 4. April 1924 veröffentlichte Zsolnay die erste Anzeige, in der er für Werfels Verdi warb; mit rasch verkauften 60.000 Exemplaren wurde das Buch der Grundstein des Verlages – bis 1933 erreichte die Auflage 250.000 Stück. Erst am 6. Mai 1924 folgte die Eintragung des Paul-Zsolnay-Verlags als Buchhandel im Handelsregister in Wien. Als Prokurist arbeitete Felix Kostia-Costa (1887–1942) für ihn. Am 14. August 1925 erfolgte die Umwandlung des Unternehmens in eine GmbH: Das Gründungskapital von 20.000 Schilling trugen Zsolnay (16.000) und Kostia-Costa (4.000) bei, die nun als Geschäftsführer fungierten. Als Prokurist kam im Oktober Stefan Halasz hinzu. Vom ersten Firmensitz in der Castelligasse 17 in Mariahilf übersiedelte der Verlag im Februar 1926 ins Palais Castiglioni in der Prinz-Eugen-Straße 30 auf der Wieden.
Als zweites Werk erschien von Zsolnays Schulfreund Hans Kaltneker das Drama „Die Schwester“. Das dritte Buch wurde am 21. Mai 1924 veröffentlicht: „Der Menschenfischer“ von John Galsworthy, einem Autor, der von Zsolnay für den deutschsprachigen Raum „entdeckt“ wurde.
1924 erschienen insgesamt 18 Werke, 13 ihrer Autoren zählten zum Freundeskreis der Zsolnays.
Er konnte nach Werfel noch weitere Schriftsteller vom Kurt-Wolff-Verlag abwerben, darunter Heinrich Mann, Max Brod und H. G. Wells. Zu den erfolgreichsten Autoren des Verlages zählte in den ersten Jahren neben Werfel und Mann vor allem John Galsworthy. Zudem erschienen gesammelte Werke von einigen bereits etablierten Autoren, die ebenfalls große Bedeutung für den Erfolg des jungen Verlages hatten. Neben einer achtbändigen Ausgabe der früheren Romane Manns etwa die gesammelten Werke von Max Brod und Felix Salten, gefolgt von H. G. Wells, Pearl S. Buck (ab 1933), Sinclair Lewis sowie von Theodore Dreiser.
Die Übersetzungsliteratur prägte das Programm so stark, dass der Journalist Leopold Thaler 1926 die Verlagsräume als „Literaturministerium für Äußeres“ bezeichnete. Bekannte Übersetzer waren z. B. Clarisse Meitner, Eva Mertens, Lise Landau, Leon Schalit und Berta Zuckerkandl. Bis 1938 fanden sich gleich vier Träger des Literaturnobelpreises im Verlag: John Galsworthy, Sinclair Lewis, Roger Martin du Gard und Pearl S. Buck.
Ab 1927 gab der Verlag mehrere Jahrbücher heraus. Das erste erschien 1927, Mit zwölf Kunstdrucktafeln, die handschriftliche Äusserungen der Verlagsautoren faksimiliert wiedergeben. Diese waren gebeten, zum Thema Deutschland und Europa eine Stellungnahme abzugeben. Der Verlag legte zusätzlich das Faksimile eines Partiturblatts aus Mahlers X. Sinfonie bei, die der Verlag zuerst 1924 herausgegeben hatte. Im Jahr 1931 konnte noch ein letztes Jahrbuch herausgegeben werden, dieses enthielt zwei Originalbeiträge von Franz Werfel und zwölf faksimilierte Bildbeigaben, davon zwei von Egon Schiele. Das Verlagsverzeichnis aller 1927 lieferbaren Werke führte 62 Titel an, mit Heinrich Mann, Der Untertan im 105. Tausend.
Das Unternehmen ging aus den Inflationsjahren als größter und erfolgreichster Verlag Österreichs hervor. Während viele andere Verlage in den vergangenen Jahren aus wirtschaftlichen Gründen schließen mussten oder bestenfalls ausgeglichen bilanzierten, schrieb der Zsolnay-Verlag sowohl 1928 als auch 1929, dem Jahr, in dem die Weltwirtschaftskrise ihren Ausgang fand, Gewinne und expandierte.

### Weltwirtschaftskrise und NS-„Machtergreifung“ (1930–1934)
Von der Weltwirtschaftskrise zunächst verschont, glaubte der Verlag an eine weitere, wenn auch abgeschwächte, Expansion. 1930 wurde beschlossen, das Unternehmen in eine Aktiengesellschaft (AG) umzuwandeln, um weniger auf Fremdkapital angewiesen zu sein. Diese Umwandlung erfolgte per 13. Februar 1931. Die Vorstandsmitglieder, die insgesamt 500.000 Schilling als Eigenkapital einzahlten, waren nun neben Paul Zsolnay und Felix Kostia-Costa auch der Rechtsanwalt Paul Neumann. Als Prokuristen fungierten nun neben Stefan Halasz auch Richard Lehnert und Grete Geiringer.
Der Verlag verkaufte seine Bücher in Auflagen, die kein anderer österreichischer Verlag ansatzweise erreichen konnte. Zsolnays erste Veröffentlichung, Werfels Verdi, hielt 1933 bei einer Auflage von 250.000 Stück, Fülöp-Millers Der heilige Teufel – Rasputin und die Frauen bei 170.000 Stück, Walter von Molos Der Schiller-Roman hielt bei einer Auflage von 100.000 Exemplaren und Theodore Dreisers Eine amerikanische Tragödie bei 80.000.
Der Erfolg des Unternehmens nahm jedoch im Geschäftsjahr 1932/1933 ein Ende. Die Wirtschaftskrise schlug nun voll durch und statt Gewinnen schrieb das Unternehmen nun rund 35.000 Schilling Verlust. Die Entwicklung spitzte sich jedoch zu, als mit der „Machtergreifung“ der Nationalsozialisten in Deutschland 1933 ein großer Teil des Verlagsprogramms aufgrund von Autoren, die, zumindest nach dem Befinden der neuen Machthaber, Juden und/oder politische Gegner waren, nicht mehr verkauft werden durfte. Werke vieler Verlagsautoren landeten auf den Scheiterhaufen der Bücherverbrennung 1933 in Deutschland. Zudem führte Deutschland neben der „Tausend-Mark-Sperre“ eine Devisenausfuhrbeschränkung ein, die österreichische Unternehmen von in Deutschland erzielten Umsätzen weitgehend abschnitt. Für die großteils von Deutschland abhängige österreichische Wirtschaft stellte dies eine Existenzbedrohung dar, und sie wurde vom neuen nationalsozialistischen Regime bewusst eingesetzt, um Österreichs Eigenständigkeit zu sabotieren. Auch Zsolnay machte bis dahin rund 70 % seines Umsatzes in Deutschland und wurde von dieser Maßnahme wirtschaftlich schwer getroffen.
1933/1934 betrug der Verlust aus genannten Gründen bereits beinahe so viel, wie das Eigenkapital ausmachte: 438.000 Schilling. 1933 wurden daher, um frisches Eigenkapital zu bekommen, neue Gesellschafter aufgenommen: der akademischen Maler und Zsolnay-Buchillustrator Rudolf Geyer sowie der Gründer des Bergland-Konzerns und Druckerei-Besitzer Kurt Walter erweiterten den Vorstand. Zudem suchte Zsolnay um finanzielle Unterstützung aus dem „Sanierungs-Begünstigungs-Gesetz“ an, dass die österreichische Regierung als Antwort auf die Wirtschaftskrise zur Unterstützung heimischer Unternehmen erlassen hat.

### Neuausrichtung des Verlagsprogrammes (1934–1938)
Als Reaktion auf die veränderte Situation in Deutschland, die einen großen Teil des Verlagsprogrammes Zsolnays als „unerwünscht“, da im Verständnis der Nationalsozialisten als „jüdisch“, deklarierte, und auch Boykottaktionen gegen „deutschfeindliche“ österreichische Autoren nach sich zog, standen Paul Zsolnay nach Ansicht des Literaturwissenschaftlers Murray G. Hall „zwei Optionen offen: verkaufen oder radikal umstellen. Er [Zsolnay] wählte letztere Variante.“ Dieser Weg wurde bereits 1933 eingeschlagen, als im Zuge der veränderten Machtverhältnisse in Deutschland eine PEN-Tagung in Ragusa (Dubrovnik) zur Auseinandersetzung zwischen „arisch-nationalen“ und „jüdisch-oppositionellen“ Schriftstellern eskalierte. Auf beiden Seiten waren die Hauptakteure Autoren des Zsolnay-Verlages. Die Folge der PEN-Tagung war daher nicht nur eine Spaltung des PEN-Klubs, sondern auch eine Spaltung unter den Autoren des Zsolnay-Verlages.
Angesichts der Abhängigkeit vom deutschen Markt begann sich Zsolnay nun nach und nach von seinen jüdischen Autoren zu trennen. Diese Wandlung führte zu dem Paradoxon, dass der Verlag von der NS-Propaganda zwar weiterhin als „Judenverlag“ diffamiert wurde, der Verlag indes eine „Gleichschaltung“ mit nationalsozialistischen Vorstellungen vollzog. Zsolnay wandte sich an Theo Habicht, den von den deutschen Nationalsozialisten als „Landes-Inspekteur“ für Österreich eingesetzten NSDAP/AO-Funktionär, der Zsolnay wiederum an Professor Haasbauer in Linz, den „kulturellen Landesleiter“ der NSDAP verwies. Die Folgen dieser Annäherung waren, dass die NSDAP den „nationalen österreichischen Dichtern“ empfahl, bei Zsolnay zu veröffentlichen, und dass ein Vertrauensmann der NSDAP, Hermann R. Leber, ab dem Frühjahr 1934 als Leiter des Lektorats eingesetzt wurde. Leber fungierte von nun an als „Mittelsmann“ zwischen dem Zsolnay-Verlag und der NSDAP.
Unter Historikern unklar ist, ob Zsolnay diese Annäherung freiwillig eingegangen war oder ob Druck auf ihn ausgeübt wurde. Schließlich habe er sich mit der Umstellung auf „mittelmäßige nationale Autoren“ die bisherige Kundenschaft vergrault, während der Verlag in Deutschland dennoch als „Judenverlag“ abgelehnt wurde, was wiederum den „nationalen Autoren“, die bei Zsolnay veröffentlichten, einen „sehr schlechte[n] Dienst“ erwiesen hat. Jedenfalls geriet Zsolnay von Kritikern beider Seiten unter heftigen Beschuss: Zum einen von nationalsozialistischer Seite, für die Zsolnay stets ein „Judenverlag“ blieb und das nationale Verlagsprogramm bestenfalls als eine gute Tarnung betrachteten, und auf der anderen Seite jüdische und oppositionelle Autoren und Medien, die die Gleichschaltung des Verlagsprogrammes an deutsche, nationalsozialistische Ideologien anfeindeten. „Also ereignet sich der groteske Fall, daß der katholische Staat Österreich jene jüdischen Verleger beherbergt, die den heidnischen Anforderungen der Reichsschrifttumskammer gehorchen“, resümierte Joseph Roth 1937. Ab April 1935 gingen mehrere anonyme Anzeigen bei der Wiener Polizei ein, dass der Zsolnay-Verlag eine „getarnte nationalsozialistische Kulturorganisation“ sei. Zsolnay wurde diesbezüglich auch von der Polizei vernommen – nach Vorerhebungen wurden jedoch keine Ermittlungen eingeleitet, da die im Zsolnay-Verlag veröffentlichten Bücher „frei von jeder Verherrlichung des nationalsozialistischen Regimes und irgendwelchen auch nur versteckten Angriffen gegen Österreich“ seien und der Verlag „nach Äußerungen von Personen, welche angeblich den Verlag genau kennen, […] derselbe ein ungarisch-jüdisches Unternehmen sein“ solle.
Zu den „nationalen Dichtern Österreichs“, wie sich die nun in den Verlag aufgenommenen Schriftsteller zum Teil selbst bezeichneten, zählten unter anderem die illegalen NSDAP-Funktionäre Otto Emmerich Groh, Edmund Finke und Hermann Stuppäck sowie weitere nationalsozialistisch aktive oder diesem politischen Spektrum zuordenbare Autoren, wie etwa der Mitherausgeber des Stürmers Walter Hjalmar Kotas, Karl Hans Strobl, Franz Spunda, Erwin H. Rainalter, Erich Kernmayer, Hans Gustl Kernmayer, Erich Landgrebe, F. K. Ginzkey und Wladimir von Hartlieb. Als Zeichen dieser Neuordnung – noch im Herbst 1933 waren Werbeprospekte für die alten Zsolnay-Autoren rund um Franz Werfel, Leo Perutz und andere in Deutschland erschienen – gab Zsolnay ab Herbst 1934 die Südostdeutschen Literaturblätter heraus, die bis zur Einstellung Ende 1937 sieben Mal erschienen und das neue Verlagsprogramm bewarben.
Der Verlag entwickelte sich in der Folge jedoch nicht wie erwünscht. Von nationalsozialistischen Medien regelmäßig als „Judenverlag“ abgestempelt, waren die Bücher bei vielen deutschen Buchhändlern auf der „schwarzen Liste“. Im zweiten Halbjahr 1937 gab der Verlag 37 Werke heraus, der Umsatz erhöhte sich – nachdem er 1933 dramatisch eingebrochen war und auf niedrigem Niveau dahinglitt – um 10 % im Vergleich zum Vorjahr. Der Verlag errang jedoch weiterhin keine Gewinne und war nicht einmal fähig, die Zinsen seiner Schulden zu bezahlen. Die Umsatzsteigerungen setzten sich Anfang 1938 zunächst fort, doch der Anschluss im März brachte der gesamten österreichischen Verlagsbranche einen gewaltigen Rückschlag, vor allem wegen der Festsetzung eines irrationalen Wechselkurs bei der Umstellung von Schilling auf Reichsmark, wodurch Schulden in Deutschland teurer wurden und ausständige Forderungen an Wert verloren.

#### Auseinandersetzungen um das neue Verlagsprogramm
Dem Vorwurf, dass Zsolnay „mit den Nazis ‚kollaboriert’ habe“ widerspricht Hans W. Polak:
„Selbstverständlich erschien bis 1938 im Verlag kein Buch, das das NS-Regime unterstützte oder von einem deklarierten Nationalsozialisten stammte. Einen Autor wegen seiner deutschen Staatsbürgerschaft wegen zu verlegen oder nicht zu verlegen, wäre dem Kosmopoliten Zsolnay so wenig in den Sinn gekommen, wie ein Werk deshalb herauszubringen, weil es von einem jüdischen Autor stammte.
Es wäre grotesk, das Erscheinen von Werken jüdischer Autoren wie Werfel oder Roda Roda in diesen Jahren als Zsolnays Kampf gegen die Naziideologie zu präsentieren. Ebenso grotesk ist es jedoch, das Erscheinen von Büchern etwa Rainalters oder Ginzkeys als einen Beweis für Zsolnays Bereitschaft zur Verständigung mit den Nationalsozialisten darzustellen.“
Demgegenüber stehen jedoch Dokumente, Briefe und Aussagen von dem Verlag nahestehenden Personen oder Organisationen. Als einer der bekanntesten Zsolnay-Autoren fiel bereits 1933 Heinrich Mann, der mit Zsolnay bis dahin in einem freundschaftlichen Verhältnis stand, der Neuausrichtung des Verlagsprogrammes zum Opfer. Dieser schrieb im November 1933 seinem Bruder Thomas: „Über Zsolnay kann ich nur sagen, daß er der feige Verräter ist, als den man seinen langjährigen Freund oder Geschäftspartner jetzt meistens kennen lernt. Alles Unheil, das über mich hereingebrochen ist, hat ihn noch zu keinem Wort veranlasst; dagegen weiss ich durch Dritte, die vergeblich meine Bücher bei ihm bestellten, daß er sie nach Deutschland nicht ausliefert. Wahrscheinlich könnte er es sehr wohl; denn von einem wirklichen Verbot ist mir nichts bekannt, und in den Buchhandlungen der Arbeiterviertel sollen sie im Fenster liegen. Aber Zsolnay will offenbar dadurch, daß er mich verleugnet, den Rest seines Verlages für Deutschland retten.“ Ähnliches berichtete der vormals ebenfalls erfolgreiche Zsolnay-Autor Emil Ludwig, der 1932 von seinem Buch Goethe. Geschichte eines Menschen 80.000 Stück bei Zsolnay verkaufen konnte, aber „1933 – nicht ein einziges Exemplar!“ Er berichtete 1935 in der Wiener Tageszeitung Der Morgen: „Ich kämpfe um die Freigabe meiner im Zsolnay-Verlag erschienenen Werke. […] Bekannt ist ja, worum es geht. Mein Wiener Verleger Zsolnay boykottiert einfach, seit in Deutschland das nationalsozialistische Regime alle Gewalt an sich gerissen hat, alle jene Autoren, die drüben im Reich nicht genehm sind, die auch drüben einem Boykott unterworfen sind.“ Des Weiteren berichteten neben dem Morgen auch Die Stunde regelmäßig kritisch über den „Fall Zsolnay“, unter anderem mit Überschriften wie „Verlagsgeschäfte im Zeichen des Dritten Reiches“ (Die Stunde, 11. April 1935, S. 3) und „Österreichs Verleger – Nazifreunde?“ (8. April 1935, S. 11). Zsolnay selbst kam ebenfalls zu Wort und bestritt, österreichische Autoren fallen gelassen zu haben – er habe sich lediglich von ausländischen Autoren wie Schalom Asch, dem deutschen Heinrich Mann und anderen „offene[n] Gegner[n] des heutigen offiziellen Deutschland[s]“ getrennt.

#### Angriffe von nationalistischer Seite
Auch nach der Änderung des Verlagsprogrammes gab es weiterhin Angriffe von nationalsozialistischer Seite gegen den Verlag und seine Autoren. Diese kam jedoch weniger von offiziellen Stellen, die die Neuausrichtung des Verlages tendenziell begrüßten, sondern von nationalistischen Schriften und Medien, von denen vor allem die in Deutschland verbreitete Die Neue Literatur durch heftige Angriffe Aufmerksamkeit erreichte. Herausgeber der monatlichen Zeitschrift war Will Vesper, der sich von der Programm-Neuausrichtung Zsolnays nicht täuschen lassen wollte und folgendes zu berichten wusste:
„Was der jüdische Verlag Zsolnay mit seiner merkwürdigen ‚nationalen’ ‚Gleichschaltung’ bezweckte, zeigt leider deutlich der erste Blick in den Roman ‚Der Sandwirt’ von Erwin H. Rainalter, den dieser, obgleich er Theaterkritiker eines Blattes der Bewegung ist, soeben von dem Wiener jüdischen Verlag herausgeben ließ. Mitten in dem Andreas-Hofer-Roman, der gewiß auch gute deutsche Verlage gefunden hätte, liegen Werbeblätter, in denen Zsolnay einen großen Teil seiner älteren Literatur anpreist, darunter auch die Werke des Juden Werfel. Andreas Hofer und der nationalsozialistische Schriftleiter werden also als Vorspann für einen deutsch-feindlichen Juden missbraucht. Wird es bei den nationalen Zsolnay-Autoren noch immer nicht hell? Haben wir nicht rechtzeitig genug vor dieser gefährlichen Rassenmischung gewarnt? Wer sich mit Juden an einen Tisch setzt, besorgt seine Geschäfte, auch wenn er schlauer zu sein glaubt. Und wer die Geschäfte der Juden besorgt, bewußt oder unbewußt, schädigt Deutschland und den Nationalsozialismus, von dem heute jeder weiß und wissen muß, daß er keine Kompromisse mit dem Judentum kennt. ‚Der Nationalsozialismus wird’, wie Rosenberg eben in Nürnberg sagte, ‚entgegen manchen Einflüsterungen von seinem Programm und seiner Haltung keine Handbreit abweichen.“
Zsolnay fühlte sich schließlich selbst bemüßigt, Vesper anzuschreiben um ihn von seinem Bekenntnis zum „deutschen Volkstum“ zu überzeugen. Vesper kümmerte dies allerdings denkbar wenig und wies auf die Verlagsgeschichte sowie die verwandtschaftlichen Verhältnisse Zsolnays hin und stellte fest, dass „persönlich guter Wille“ nicht ausreichend sein kann, um „der Mann“ zu sein, „dem man die Versorgung des deutschen Volkes mit geistiger Kost anvertrauen“ sollte. Vesper setzt in der Folge seine Agitation gegen Zsolnay und seinen Verlag fort, da „ein Verlag im Besitz eines Juden, kein Verlag für nationale deutsche Schriftsteller sein kann“. Zugleich wies er aber auch drauf hin, dass jene Schriftsteller, „die sich für Zsolnay einfangen ließen“, persönlich nicht viel Nutzen aus dieser Verbindung haben werden, da „die alte jüdische und judenfreundliche Kundschaft des Verlages Zsolnay nicht die nationalen Dichter kaufen und daß ebensowenig die nationale Bevölkerung ihre geistige Kost aus dem Judenverlag nehmen würde. Hoffentlich lernen alle Beteiligten aus dem kommenden Zusammenbruch, vor allem aber wir im Reich.“.
Ab September 1935, nach Absprache mit der Reichsschrifttumskammer und der österreichischen NSDAP, traten die Zsolnay-Autoren geschlossen gegen Vespers Angriffe auf. Zudem rechtfertigten sie in einem Bericht, „Der Verlag Zsolnay und seine Autoren“, ihre Tätigkeit unter dem Dach des Zsolnay-Verlages, da „die reichsdeutschen Verlage die österreichischen Dichter in den letzten Jahren sehr schlecht behandelt haben, weil angeblich für österreichische Dinge im Reiche zu wenig Interesse bestünde.“ Ihnen blieb gar nichts anderes über, als auf Vermittlung Hermann Lebers dem Zsolnay-Verlag, trotz seiner „fürchterliche[n] Vergangenheit“ beizutreten, wollten deutsche Verlage ihre Werke doch nicht veröffentlichen. Letztlich brachte auch eine Aussprache der „Reichsstelle zur Förderung des deutschen Schrifttums“ mit Vesper, die „die bestehenden Mißverständnisse beseitigt[e]“, im Dezember 1935 die Einstellung der Angriffe gegen den Zsolnay-Verlag vonseiten Vespers.

### Niederlassung in der Schweiz (1930–1940)
Bereits 1929 fasste Zsolnay den Entschluss, in der Schweiz einen Ableger seines Verlages zu gründen, unter dessen Namen besonders erfolgreiche Verlagswerke billiger verkauft wurden. Dieser Verlag, der ein leicht abgewandeltes Verlagslogo verwendete, hieß zunächst Paul Zsolnays Bibliothek zeitgenössischer Werke und trat ab 1929 mit ersten Veröffentlichungen – darunter Werfels Der Abituriententag (1929) und H. G. Wells Der Traum (1930) – in Erscheinung. Sitz des Verlags war zunächst Bern, jedoch ohne handelsgerichtliche Eintragung; gedruckt wurden die Bücher jedoch bei R. Kiesel in Salzburg. Etwa 15 bis 20 Werke erschienen 1929 und 1930 auf diese Weise. Ab März 1930 befand sich der Verlagssitz in Zürich, als Inhaber wurde der Schweizer Kaufmann Willy Wahler eingetragen. Zwei weitere Schweizer, Robert Faesi und Konrad Bloch, sowie Zsolnay, Costa und Halazs waren als Verwaltungsräte dieser Aktiengesellschaft eingetragen. 1934 schieden Zsolnay und Costa offiziell aus dem Verlag aus, ohne jedoch tatsächlich die Kontrolle abzugeben. Der Verlag hieß von nun an Bibliothek zeitgenössischer Werke und veröffentlichte ab 1934 viele jener Werke, die in Deutschland ab 1933 wegen „rassischer“ Gründe verboten waren und die Zsolnay wegen der Abhängigkeit des Verlags vom deutschen Markt auch in Österreich nicht mehr veröffentlichen wollte oder konnte. Der Verlag wurde somit zum „Exilverlag“ umfunktioniert und veröffentlichte 1934 und 1935 14 Titel, nämlich drei Werke von Otto Zarek, je zwei Werke von Schalom Asch, Paul Frischauer, Heinrich Eduard Jacob und Robert Neumann sowie je ein Werk von Lili Grün, Josef Löbel und Viktoria Wolf. Beworben wurden diese Bücher vor allem im Börsenblatt – dem bedeutendsten Branchenblatt des deutschen Buchhandels, das jedoch von nationalsozialistischen Medien und Institutionen genau beobachtet wurde. So entging diesen auch nicht, dass Zsolnay auf diese Weise einen Teil der in Österreich und Deutschland aussortierten Bücher weiterveröffentlichte. So wurde der Verlag nach 1935 auch aufgegeben und 1940 offiziell stillgelegt.

### 1938 bis 1945
Bereits wenige Tage nach dem „Anschluss“ Österreichs wurde der Verlag am 16. März 1938 unter kommissarische Verwaltung gestellt und von Hannes Dietl „arisiert“. Im Herbst 1941 wurde der Verlag vom ehemaligen Fachreferenten der Reichsschrifttumskammer Karl Heinrich Bischoff übernommen. Paul Zsolnay gelang 1939 die Emigration nach England, wo er intensive Kontakte zu bedeutenden englischen Autoren wie Graham Greene knüpfte und 1940 den Verlag Heinemann & Zsolnay gründete, während im Wiener Paul-Zsolnay-Verlag Nazi-Literatur, etwa von Erich Kern, verlegt wurde.

### Seit 1945
Zsolnay kehrte 1946 nach Wien zurück und übernahm wieder die Leitung des Paul-Zsolnay-Verlags Wien-Hamburg. Das Verlagsprogramm umfasste nun wieder moderne Weltliteratur, Geschichte, Politik, Zeitgeschichte, Kunst und Kulturgeschichte. Zu den bekanntesten Verlagsautorinnen und -autoren dieser Zeit zählten Graham Greene, Johannes Mario Simmel, Leo Perutz und Marlen Haushofer.
Nach Paul Zsolnays Tod 1961 übernahm der seit 1953 im Verlag tätige Hans W. Polak die Unternehmensleitung. Wichtige Zsolnay-Bücher der folgenden Jahrzehnte waren John le Carrés Der Spion, der aus der Kälte kam (1964), Brigitte Schwaigers Wie kommt das Salz ins Meer? (1977) und Stephen Kings Brennen muss Salem (1979) sowie Janko Ferks „Der verurteilte Kläger“ (1981). In der kurzen Zeit, in der Gerhard Beckmann das Programm verantwortete, stachen Jürgen Serkes Böhmische Dörfer. Wanderungen durch eine verlassene literarische Landschaft (1987) und die in der Folge von Serke herausgegebene Reihe „Bücher der böhmischen Dörfer“, in der unter anderem Hermann Ungar, Hugo Sonnenschein-Sonka und Fritz Brügel publiziert wurden, hervor.
Ab 1986 wechselte der Verlag mehrmals den Eigentümer, bis er 1996 vom Carl-Hanser-Verlag erworben und als eigenständige GmbH mit Sitz in Wien weitergeführt und neu positioniert wurde. Der Literaturkritiker Herbert Ohrlinger wurde zum Programm- und später zum Verlagsleiter bestellt. 1997 brachte der Verlag mit Jean-Dominique Baubys Schmetterling und Taucherglocke und Viviane Forresters Terror der Ökonomie zwei Titel auf die deutschsprachigen Bestseller-Listen. 1998 erschien mit Die fünfte Frau der erste von Henning Mankells Wallander-Romanen, die in den nächsten eineinhalb Jahrzehnten zu den auflagenstärksten Büchern avancierten.
Der Zsolnay-Verlag steht sowohl für deutschsprachige als auch für internationale Belletristik mit einem Schwerpunkt in Süd- und Osteuropa und für eine breite Palette vor allem geisteswissenschaftlicher und politischer Sachbücher. Die Schriftenreihe zum Philosophicum Lech und Profile – Magazin des Literaturarchivs der Österreichischen Nationalbibliothek runden das Programm ab und stellen eine Verbindung zur angewandten Wissenschaft her. Zu den wichtigsten zeitgenössischen Autorinnen und Autoren des Verlags zählen Friedrich Achleitner, Luc Bondy, Mircea Cărtărescu, Liliana Corobca, Karl-Markus Gauß, Franzobel, André Heller, Ruth Klüger, Konrad Paul Liessmann, Claudio Magris, Robert Menasse, Martin Pollack, Eginald Schlattner, Franz Schuh, Armin Thurnher, Varujan Vosganian und Edmund de Waal.
Daneben erscheinen auch Klassiker- und Gesamtausgaben. Beispiele sind die Werke von Ivo Andrić, Miklós Bánffy, Albert Drach, Graham Greene, Curzio Malaparte, Leo Perutz und John Steinbeck. Die Perutz-Edition trug zur Wiederentdeckung des vergessenen früheren Erfolgsschriftstellers bei. Seit einigen Jahren (Stand 2015) veröffentlicht der Zsolnay-Verlag immer öfter entweder lange vergessene oder nie zuvor veröffentlichte Texten von Autoren wie Arthur Schnitzler, Alfred Polgar oder Ludwig Winder.
Biographien von Jens Malte Fischer über Gustav Mahler, Peter Gülke über Robert Schumann, Ulrich Weinzierl über Hugo von Hofmannsthal und Stefan Zweig und Autobiographien von Persönlichkeiten wie Barbara Coudenhove-Kalergi, Ioan Holender, Ari Rath und Franz Vranitzky bilden einen weiteren programmatischen Schwerpunkt.
2004 wurde der Publikumsverlag Deuticke erworben, dessen Programm weiter von Martina Schmidt verantwortet wurde. Bis 2019 war Deuticke ein Imprint von Zsolnay. Mit Ende 2019 ist Deuticke im Paul Zsolnay Verlag aufgegangen. Für 2021 erhielt der Verlag den Preis für besondere verlegerische Leistungen des Bruno-Kreisky-Preises für das politische Buch zuerkannt.

## Autoren

### Vor 1938
Auswahl von bedeutenden Autoren, die vor 1938 erstmals im Zsolnay-Verlag in Wien veröffentlichten. In Klammer werden die Jahreszahlen der ersten und der letzten Veröffentlichung der Autoren angegeben. Sind die beiden Jahreszahlen durch Beistriche getrennt, hat der Autor nur zwei Bücher veröffentlicht. Bei mehr als zwei Veröffentlichungen verbindet ein Halbgeviertstrich („–“) die beiden Jahreszahlen, die für die erste und letzte Veröffentlichung stehen.
| - Claude Anet (1924, 1931) - Schalom Asch (1929–1932) - Raoul Auernheimer (1932) - Béla Balázs (1925) - Henri Barbusse (1930, 1932) - Jean-Richard Bloch (1929–1933) - Felix Braun (1936) - Sidonie-Gabrielle Colette (1927–1931) - Archibald Joseph Cronin (1932–1944) - Franz Theodor Csokor (1929–1936) - Theodor Däubler (1925) - Theodore Dreiser (1927–1932) - Roger Martin du Gard (1928–1930) - Erich Ebermayer (1931–1944) - Kasimir Edschmid (1927–1941) - Walther Eidlitz (1924–1932) - Julius Meier-Graefe (1924–1932) - John T. Flynn (1937) - Oskar Maurus Fontana (1936) - Johannes Freumbichler (1937, 1938) - Paul Frischauer (1925–1933) - Paul Géraldy (1924–1930) - Franz Karl Ginzkey (1934–1944) - Stefan Großmann (1928, 1931) - Lili Grün (1933) | - Jakob Haringer (1928, 1930) - Mela Hartwig (1928, 1929) - Daniel Henderson (1937, 1938) - Rudolf Henz (1937) - Alma Holgerson (1937–1944) - Fannie Hurst (1927) - Ilja Ilf und Evgeni Petrov (1930) - Heinrich Eduard Jacob (1931–1932) - Margaret Storm Jameson (1934) - Oskar Jellinek (1926–1933) - Hans Kaltneker (1924–1929) - Theodor Kramer (1931) - Erich Landgrebe (1936–1944) - Leonard Langheinrich (1933) - Henri-René Lenormand (1930) - Leonid Leonow (1926–1930) - Rudolf List (1935, 1936) - Friedrich Lorenz (1936–1942) - Ernst Lothar (1929–1935) - Emil Ludwig (1931, 1932) - Alice Lyttkens (1935–1937) - Gustav Mahler (1924) - Martin Maurice (1929–1932) - Robert Michel (1934–1937) - Vilhelm Moberg (1935–1938) - Franz Molnar (1927–1933) - Walter von Molo (1928–1930) - Benito Mussolini (1932–1933) - Hans Natonek (1929–1932) - Hans Nüchtern (1933–1937) - Hermann Heinz Ortner (1929–1940) - Hertha Pauli (1936) - Leo Perutz (1933, 1936) - Paula von Preradovic (1933) - Julius Pupp (1935–1936) | - Erwin H. Rainalter (1935–1944) - Alexander Roda Roda (1932–1934) - Karl Röttger (1933–1938) - Felix Salten (1924–1935) - Jakob Schaffner (1931–1942) - Leon Schalit (1928–1935) - Ernst Scheibelreiter (1934–1944) - Arthur Schnitzler (1924–1928) - Friedrich Schreyvogl (1928–1943) - Robert Seitz (1934–1944) - Sil-Vara (1932) - Hermann Sinsheimer (1932–1933) - Hugo Sonnenschein (1930) - Erika Spann-Rheinsch (1936) - Hilde Spiel (1933) - Franz Spunda (1934–1944) - Carl Sternheim (1926–1928) - Richard Strauss (1926) - Albert von Streerbach (1936–1939) - Eduard Stucken (1933–1942) - Frank Thieß (1932–1943) - Andreas Thom (1930–1938) - Leo Tolstoi (1925) - Friedrich Torberg (1930–1932) - Anton Tschechow (1925–1940) - Grete Urbanitzky (1931–1939) - Daniele Varè (1936–1944) - Ernst Weiß (1931) - Josef Wenter (1936–1938) - Viktor Wittner (1929) - Lajos Zilahy (1936–1940) |

### Nach 1938
- Edmund De Waal (2011)
- Janko Ferk
- Marlen Haushofer
- Florian Klenk
- Alexander Lernet-Holenia
- Trude Marzik
- Johannes Mario Simmel
- Fritz Wöss